# كارتوزيو
كارتوزيو (بالإيطالية: Cartosio)‏ هي بلدية في مقاطعة ألساندريا في إقليم بييمونتي في إيطاليا.

## السكان
في سنة 1861 بلغ عدد السكان 1٬159 نسمة، وتطور العدد ليصل في سنة 2011 لـ 811 نسمة.
يظهر هذا المخطط البياني تطور النمو السكاني لـ كارتوزيو